# Пікульський Святослав Михайлович
Пікульський Святослав Михайлович (*30 вересня 1937, Любомль, Волинь) — український оперний співак (тенор), Народний артист України, професор, завідувач секції народнопісенного виконавства Київського національного університету культури і мистецтв.

## Біографія
Народився 30 вересня 1937 року в місті Любомлі на Волині.
У 1967-1969 роках — соліст Львівського театру опери і балету. З 1969 року — соліст Національної філармонії України.
Станом на 2011 рік працює завідувачем секції народнопісенного виконавства Київського національного університету культури і мистецтв. Викладає постановку голосу, сольний спів, методику викладання вокалу. За роки роботи підготував і виконав близько 20 тематичних сольних камерних програм, біля десяти сольних партій опер вітчизняних та зарубіжних композиторів. Перший виконавець на теренах України головних партій з опер Д. Бортнянського «Алкід» (партія Фроніма, прем'єра відбулась 1984 року), «Сокіл» (партія Федеріко). Має близько 24 годин безперервного звучання записів у фонді Національної радіокомпанії України.
У 1996 році нагороджений званням «Народний артист України».
Впродовж 2004-2010 років провів велику кількість майстер-класів із сольного співу в Академії ім. Яна Длугоша міста Ченстохова (Польща).